# ناحية كرناز
ناحية كرناز إحدى نواحي سوريا تتبع إداريّاً لمحافظة حماة منطقة محردة ومركزها بلدة كرناز، بلغ تعداد سكان الناحية 25,039 نسمة حسب التعداد السكاني لعام 2004.

## بلدات وقرى ناحية كرناز
الجلمة، الجبين، كرناز، المغير، الشيخ حديد، العصمان، الفجرة.